# اسکات گولت
اسکات گولت (انگلیسی: Scott Gault؛ زادهٔ january ۳۱, ۱۹۸۳ (۴۲ سال)) ورزشکار روئینگ اهل ایالات متحده آمریکا است.
وی در مسابقات کشوری و بین‌المللی در مجموع برندهٔ ۱ مدال برنز شده‌است.